# NGC 3045
NGC 3045 este o emission-line galaxy⁠(d) situată în constelația Hidra. A fost descoperită în 1835 de către John Herschel. Se află la o distanță de 34,51 de megaparseci de Pământ.